# 1 Korpus Armijny (Bundeswehra)
1 Korpus Armijny (niem. I. Korps) – wyższy związek taktyczny Bundeswehry okresu zimnej wojny.

## Struktura organizacyjna
Organizacja w 1989:
- dowództwo korpusu – Münster
- 1 Dywizja Pancerna – Hanower
- 3 Dywizja Pancerna (P)
- 6 Dywizja Zmechanizowana (P)
- 7 Dywizja Pancerna – Unna
- 11 Dywizja Zmechanizowana – Oldenburg
- 27 Brygada Powietrznodesantowa – Lippstadt